# Omphalotus nidiformis
Omphalotus nidiformis je bioluminiscenční zástupce rodu hlívovník (Omphalotus) příbuzný např. v Čechách rostoucímu hlívovníku olivovému (Omphalotus olearius). Vyskytuje se především v oblastech Austrálie, tam bývá nazýván jako „Ghost fungi“ (houba duchů). Jedná se o jedovatý druh.

## Popis
Klobouk je bílý, nálevkovitý, uprostřed může být lehce nahnědlý až olivový nebo hnědočerný. Za tmy může být částečně bioluminiscenční. Nemívá v průměru více než 30 cm. Hymenofor tvoří bílé, popř. špinavě bílé husté lupeny, které ve tmě „svítí“, čímž přitahují hmyz, jenž roznáší jejich spory a usnadňuje rozmnožování. Třeň je vůči klobouku malý, bílý nebo hnědý. Tvoří hnízdovité trsy. Výtrusný prach bílý. Výtrusy mají tvar elipsoidní, nebo sférické, 5-7 µm velké. Mají tenkou stranu. Existují různé barevné formy, nejznámější jsou bílá a hnědočerná.

## Ekologie/rozšíření
Tento hlívovník je rozšířen v Austrálii hlavně ve státech Viktoria, v přímořských oblastech Nového Jižního Walesu, Tasmánie a okolí Perthu a na dalších místech s vhodnými podmínkami. Příkladem je nález z roku 2012 v jihojihozápadní Indii. Může být saprofyt nebo parazit - způsobuje bílou hnilobu dřeva, proniká přes poškozenou kůru dřeva. Vyhledává dřevo eukalyptu, borovice a javoru. Za důvodem bioluminiscence bývá napadení parazitickými živočichy, jako jsou velcí slimáci Hedleyella falconeri a Triboniophorus graeffei, mušky Tapeigaster cinctipes, T. nigricornis, T. annulipes, jež si do plodnice nakladou larvy, které posléze způsobují „červivost“ plodnice, nebo jiný hmyz.

## Toxicita a obsahované láky
Otrava se projevuje zvracením do 30 – 120 minut a trvá několik hodin. Příčinou otravy jsou toxiny seskviterpeny.

## Podobné druhy
Existuje možnost záměny s podobně zbarvenými nebo příbuznými druhy, jako je například hlívovník olivový (Omphalotus olearius) nebo hlíva ústřičná (Pleurotus ostreatus).